# Le Luc
Le Luc is een gemeente in het Franse departement Var (regio Provence-Alpes-Côte d'Azur) en telt 8534 inwoners (2005). De plaats maakt deel uit van het arrondissement Brignoles.

## Geografie
De oppervlakte van Le Luc bedraagt 44,1 km², de bevolkingsdichtheid is 193,5 inwoners per km².
De onderstaande kaart toont de ligging van Le Luc met de belangrijkste infrastructuur en aangrenzende gemeenten.

## Demografie
Onderstaande figuur toont het verloop van het inwonertal (bron: INSEE-tellingen).